# مقاطعة ليني (أوريغون)
مقاطعة ليني (بالإنجليزية: Lane County, Oregon)‏ هي إحدى مقاطعات ولاية أوريغون في الولايات المتحدة. ، بلغ عدد سكانها 351715 نسمة في عام 2010 حسب إحصاء مكتب تعداد الولايات المتحدة وتصل الكثافة السكانية فيها 28.8 نسمة/كم2.

## وصلات خارجية
- www.co.lane.or.us
- United States Counties